# Apamea lactea
Apamea lactea är en fjärilsart som beskrevs av Edward Alfred Cockayne 1933. Apamea lactea ingår i släktet Apamea och familjen nattflyn. Inga underarter finns listade i Catalogue of Life.